# Bucyrus (Ohio)
Bucyrus település az Amerikai Egyesült Államok Ohio államában, Crawford megyében, melynek megyeszékhelye is. Lakosainak száma 11 684 fő (2020. április 1.).

## Népesség
A település népességének változása:

| 2010 | 12 362 |
| 2020 | 11 684 |